# Johannes Riives

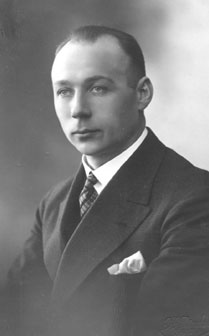
Johannes Riives

Johannes Riives (Johannes Rives, ur. 31 grudnia 1895 w Dorpacie, zm. 19 kwietnia 1971 w Saint John) – estońsko-kanadyjski lekarz neurolog i neurochirurg.
Studiował medycynę na Akademii Medyko-Chirurgicznej w Sankt Petersburgu i na Uniwersytecie w Tartu. W 1927 otrzymał tytuł doktora medycyny. Praktykował w klinice neurochirurgicznej w Tartu u Ludviga Puuseppa i w Clinique Charcot szpitala Salpêtrière w Paryżu. W latach 1931/32 i 1936/37 jako stypendysta Fundacji Rockefellera studiował w Bostonie, Chicago, Montrealu, Sztokholmie, Londynie, Edynburgu i Wrocławiu. W 1942 został następcą Puuseppa na katedrze neurologii i neurochirurgii Uniwersytetu w Tartu. W latach 1944–48 w Szwecji. W 1948 razem z rodziną emigrował do Kanady, w 1955 otrzymał kanadyjskie obywatelstwo.
Był członkiem Canadian Medical Association, Saint John Medical Society, New Brunswick Psychiatric Association.

## Wybrane prace
- Sur la maladie d'Addison traumatique. Fol. neuropath. eston. 6, ss. 120-6 (1926)
- Histopatoloogilised muutused kesknärvikavas eksperimentaalse neerupealiste puudulikkuse toimel: Tartu Ülikooli arstiteaduskonnale esitatud väitekiri doctor medicinae astme omandamiseks. Tartu, 1927
- Puusepp, Riives. Traitement opératoire de la maladie de Ménière. Marinesco Festschrift, Bucharest 1933 ss. 563-72
- Olivecrona, Riives. Arteriovenous aneurysms of the brain. Arch. Neur. Psychiat., Chic. 59: 567 (1948)

## Literatura dodatkowa
- Paimre R. Professor Johannes Riives - Tartu Ülikooli Närvikliiniku juhataja aasai 1943-1944. Eesti Arst 5, ss. 359-360 (1991)